# Vitalité Québec
Vitalité Québec est le premier magazine publié en français au Canada portant sur les aspects d’une vie saine et naturelle, axé sur les affaires courantes et l’évolution de l’industrie de la santé naturelle.

## Contenu
Le contenu rédactionnel de Vitalité Québec se divise en différentes sections : médecine alternative, naturopathie, physiothérapie, aromathérapie, recettes bio, nouvelles de l’industrie et petites annonces.

## L’équipe de la rédaction
Les chroniques et les articles spécialisés sont rédigés par une équipe de chroniqueurs réguliers et des collaborateurs spéciaux ou sur invitation. En effet, au cours des dernières années, plusieurs collaborations majeures ont été réalisées avec des partenaires de choix au Québec. Première Moisson et l’Académie Culinaire ont réalisé une série de recettes dans plusieurs numéros.

## Tirage
Vitalité Québec est imprimé, depuis ses débuts, en couleurs et est aujourd’hui tiré en moyenne à 50 000 exemplaires par numéro, soit près de 300 000 lecteurs à chaque parution !

## Distribution
Vitalité Québec est un magazine gratuit, distribué principalement au Québec, aux propriétaires de magasins de produits naturels, aux professionnels des médecines complémentaires (thérapeutes, homéopathes et herboristes), aux écoles d’enseignements telles que l’Institut de Recherche Robert en Sciences Naturopathiques-IRRSN et l’École d’Enseignement Supérieur de Naturopathie du Québec-EESNQ et en abonnement. C’est au total près de 445 points de distribution qui achètent et redistribuent gratuitement le magazine.
Vitalité Québec est également un magazine partenaire de l’Association canadienne des aliments de santé-ACAS. 

## Lectorat
Le public cible du magazine est constitué de 88 % de femmes et de 12 % d’hommes. Trois quarts des lectrices ont entre 36 et 65 ans, et deux tiers des lecteurs masculins se situent dans la même tranche d’âge. Un lecteur sur deux consulte régulièrement un naturopathe, et deux lecteurs sur dix font appel à un nutritionniste.

## Collaborateurs
Les collaborateurs sont tous d’origine canadienne, et sont basés à travers le Canada. À certaines occasions, des correspondants européens collaborent au contenu du magazine.
- Valérie Conway
- Hubert Cormier
- Daniel Crisafi
- Chantal Ann Dumas
- Louise Lamontagne
- Sylvie Leblanc
- Gabriel Parent-Leblanc
- Sylvie Rousseau
- Stéphanie Plamondon
- Anny Schneider
- Nicolas Blanchette
- Danielle Huard
- Carmen Marois
- Francine Dubuc
- Marie-Michèle Breton